# Сыдько, Михаил Петрович
Михаил Петрович Сыдько (бел. Міхаіл Пятровіч Сыдзько́; 18 сентября 1906, Гомельская область — 30 апреля 1983, Гомельская область) — командир 1164-го стрелкового полка 346-й стрелковой дивизии 51-й армии, подполковник. Герой Советского Союза.

## Биография
Родился 5 сентября 1906 года в деревне Синицкое Поле (ныне — Лельчицкого района Гомельской области). Белорус. Член ВКП(б)/КПСС с 1938 года. Окончил 7 классов. Работал в деревне.
В Красной Армии с 1928 года. В 1936 году окончил курсы младших лейтенантов в городе Витебск. Участник освободительного похода советских войск в Западную Украину и Западную Белоруссию 1939 года.
На фронте в Великую Отечественную войну с июня 1941 года: политрук роты, комиссар, командир роты. В 1943 году окончил курсы «Выстрел». Сражался под Сталинградом, участвовал в боях за освобождение Белоруссии и Украины, воевал в Крыму, Прибалтике, Германии.
Командир 1164-го стрелкового полка подполковник Сыдько отличился в боях за освобождение Крыма.
1 ноября 1943 года 1164-й стрелковый полк начал переправу через озеро Сиваш в районе мыса Джангар. Мыс Джангар был освобождён от врага, благодаря чему бойцы дивизии быстро овладели районом Чигары. Наступая в сторону села Воинка, советские воины к концу дня значительно продвинулись и освободили село Тархан. На следующий день в ходе ожесточённых боёв советские войска вынуждены были временно оставить сёла Тархан и Омашевка, но удержали плацдарм на южном берегу Сиваша. Вскоре туда на надувных лодках и лодочных паромах переправились части 10-го стрелкового корпуса. Когда начиналась Крымская наступательная операция, тарханское направление было выбрано для нанесения главного удара по врагу. Командир полка подполковник Сыдько постоянно находился в боевых порядках, умело организовывал отражение вражеских контратак, участвовал в боях.
С 9 апреля по 9 мая 1944 года в ходе Крымской наступательной операции полк под его командованием шёл в авангарде дивизии. В ночь на 9 апреля полк вброд перешёл озеро Айгульское и нанёс удар во фланг противнику, чем способствовал дальнейшему продвижению 63-го стрелкового корпуса.
В ходе дальнейших боёв полк освободил ряд населённых пунктов, нанёс противнику значительный урон. 5 мая 1944 года начал штурм севастопольских укреплений в районе Сапун-горы и в числе первых 9 мая ворвался в Севастополь.
Указом Президиума Верховного Совета СССР от 24 марта 1945 года за мужество, отвагу и героизм, подполковнику Сыдько Михаилу Петровичу присвоено звание Героя Советского Союза с вручением ордена Ленина и медали «Золотая Звезда».
В 1948 году окончил курсы при Ленинградском военно-политическом училище, в 1949 году — Курсы усовершенствования командного состава. С 1954 полковник Сыдько — в запасе. Жил и работал в городе Речица Гомельской области.
Умер 30 апреля 1983 года.

## Награды и звания
Награждён двумя орденами Ленина, двумя орденами Красного Знамени, орденом Суворова III степени, Александра Невского, Отечественной войны I степени, двумя орденами Красной Звезды, десятью медалями и Почётной грамотой Верховного Совета БССР.
Почётный гражданин Лельчиц.

## Память
Именем М. П. Сыдько названы улицы в городском посёлке Лельчицы и в городе Речица.